# Piccolatrumpet

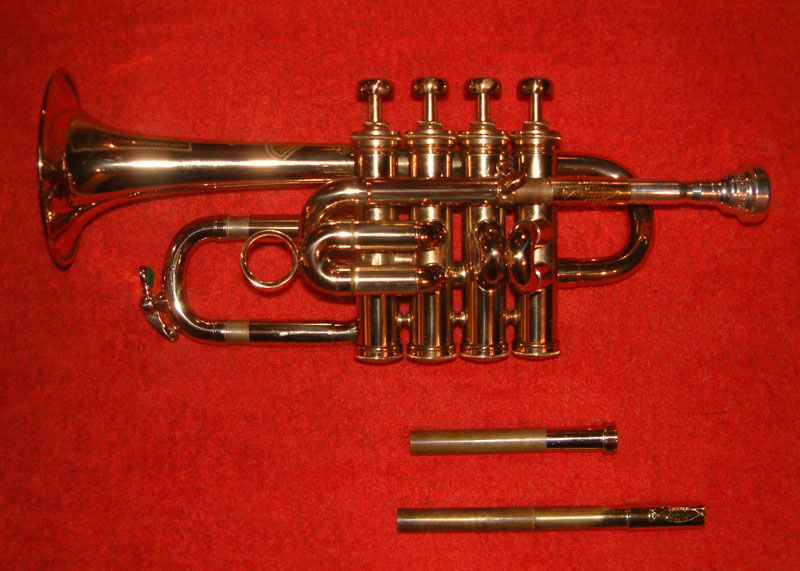
Piccolatrumpet med utbytbara munrör för att spela i B/Bess (kortare) eller A (längre)

Piccolatrumpet eller Piccolotrumpet är en trumpet som är specialbyggd för att spela i ett högt register. Den är ofta stämd en oktav över en vanlig trumpet, i B/Bess, och många har ett utbytbart munrör för att sänka till A (se bilden). Det finns även varianter i andra tonarter, men dessa är ovanliga.
Det högre registret åstadkoms genom att piccolatrumpetens längd är hälften av en vanlig trumpets. Detta ger en oktavs tonhöjning, men också en annorlunda klang, som kan beskrivas som tunnare eller ljusare. På en vanlig trumpet ligger naturtonerna nära varandra i det höga registret, vilket gör det svårt att träffa rätt ton. Eftersom piccolans grundton höjts en oktav hamnar naturtonerna längre ifrån varandra och det blir lättare att träffa rätt.
Piccolan används ofta för att spela barockmusik, just för att den är lättare att spela på än en barocktrumpet. Den har också en självklar plats i modern konstmusik, men har även använts i populärmusiken, till exempel på Melodifestivalen 1988 där Urban Agnas spelade piccolatrumpet till Py Bäckmans Stad i ljus. The Beatles använde också piccolatrumpeten i låten Penny Lane.